# Новинки (деревня, Москва)
Новинки — деревня в Новомосковском административном округе Москвы (до 1 июля 2012 года была в составе Ленинского района Московской области). Входит в состав поселения Десёновское.

## Население
| 1859 | 1890 | 1899 | 1926 | 2002 | 2006 | 2010 |
| ---- | ---- | ---- | ---- | ---- | ---- | ---- |
| 131  | ↗145 | ↘92  | ↗96  | ↘4   | ↘1   | ↗34  |

Согласно Всероссийской переписи, в 2002 году в деревне проживало 4 человека (2 мужчин и 2 женщины). По данным на 2005 год в деревне проживал 1 человек.

## География
Деревня Новинки находится в южной части Новомосковского административного округа, у границы с Троицким административным округом, примерно в 33 км к юго-юго-западу от центра города Москвы и 14 км к югу от центра города Московский, на впадающей в Десну реке Плесенке (бассейн Пахры).
В 5 км северо-западнее деревни проходит Калужское шоссе А130, в 8 км к юго-востоку — Варшавское шоссе, в 11 км к югу — Московское малое кольцо А107, в 15 км к северо-востоку — Московская кольцевая автодорога, в 9 км к востоку — линия Курского направления Московской железной дороги. Ближайший населённый пункт — деревня Яковлево.

## История
Название деревни, предположительно, произошло от слова новинка — «впервые вспаханное поле, полученное после вырубки леса, раскорчёвки и сжигания деревьев».
В «Списке населённых мест» 1862 года Новинки большие и малые — казённая деревня 1-го стана Подольского уезда Московской губернии по левую сторону старокалужского тракта, в 15 верстах от уездного города и 28 верстах от становой квартиры, при ручье Яковлевском, с 21 двором и 131 жителем (60 мужчин, 71 женщина).
По данным на 1899 год — деревня Десенской волости Подольского уезда с 92 жителями.
В 1913 году — 28 дворов.
По материалам Всесоюзной переписи населения 1926 года — деревня Яковлевского сельсовета Десенской волости Подольского уезда в 4,3 км от Калужского шоссе и 11,7 км от станции Подольск Курской железной дороги, проживало 96 жителей (45 мужчин, 51 женщина), насчитывалось 20 крестьянских хозяйств.
1929—1946 гг. — населённый пункт в составе Красно-Пахорского района Московской области.
1946—1957 гг. — в составе Калининского района Московской области.
1957—1960, 1965—2012 гг. — в составе Ленинского района Московской области.
1960—1963 гг. — в составе Подольского района Московской области.
1963—1965 гг. — в составе Ленинского укрупнённого сельского района Московской области.
С 2012 г. — в составе города Москвы.